# Baďaricha
Baďaricha (rusky Бадяриха, jakutsky Бадьаариха) je řeka v Jakutské republice v Rusku. Je 545 km dlouhá. Povodí má rozlohu 12 000 km².

## Průběh toku
Pramení na Momském hřbetě. Protéká přes Abyjskou nížinu, přičemž svým tokem ohraničuje ze západu Alazejskou pahorkatinu. Ústí zprava do Indigirky.

### Přítoky
Hlavní přítoky jsou Ogorocha (Gorocha), Orto-Tirechťach, Anty.

## Vodní stav
Zdrojem vody jsou převážně sněhové a dešťové srážky.